# Hamilton Fish
Hamilton Fish (n. 3 august 1808 - d. 7 septembrie 1893) a fost un politician american, Secretar de Stat al Statelor Unite între 1869 și 1877.